# Them (serie de televisión)
Them es una serie de televisión de drama de terror antológica creada por Little Marvin y la producción ejecutiva de Lena Waithe. La serie se estrenó en Amazon Prime Video el 9 de abril de 2021.

## Sinopsis
En 1953, Alfred y Lucky Emory, que deciden trasladar a su familia de Carolina del Norte a un barrio completamente blanco de Los Ángeles. La casa de la familia en una calle arbolada, aparentemente idílica, se convierte en una zona de impacto, donde fuerzas malévolas, tanto reales como sobrenaturales, amenazan con burlarse de ellos, devastarlos y destruirlos.

## Reparto

### Principales
- Deborah Ayorinde como Livia “Lucky” Emory.
- Ashley Thomas como Henry Emory.
- Shahadi Wright Joseph como Ruby Lee Emory.
- Alison Pill como Elizabeth “Betty” Wendell.
- Ryan Kwanten como George Bell.
- Melody Hurd como Gracie Emory.

### Recurrentes
- Derek Phillips
- Brooke Smith como Helen Koistra
- Anika Noni Rose como Ella Mae
- P. J. Byrne como Stu Berks
- Malcolm Mays como Calvin
- Jeremiah Birkett
- Sophie Guest

## Producción

### Desarrollo
El 28 de julio de 2018, se anunció que Amazon Prime Video dio luz verde a una serie de televisión antológica titulada Them con cada temporada contando una nueva historia escrita por Little Marvin, que además se desempeñaría como productor ejecutivo junto a Lena Waithe, Roy Lee, Miri Yoon y Michael Connolly. El 1 de abril de 2019, se anunció que la serie recibió un pedido de dos temporadas, cuya primera entrega se titula Them: Covenant. Además, David Matthews se desempeñaría como productor ejecutivo y showrunner. El 19 de noviembre de 2019, se anunció que Larysa Kondracki se desempeñaría como productora ejecutiva y directora en múltiples episodios, incluido el episodio piloto.

### Casting
El 27 de julio de 2019, se anunció que Deborah Ayorinde y Ashley Thomas fueron elegidos en roles principales. El 3 de octubre de 2019, se anunció que Shahadi Wright Joseph, Alison Pill, Ryan Kwanten, Melody Hurd, Javier Botet, Percy Hynes White fueron elegidos en roles principales y Derek Phillips en un rol recurrente. El 2 de diciembre de 2019, se anunció que Brooke Smith, Anika Noni Rose, P. J. Byrne, Malcolm Mays, Jeremiah Birkett y Sophie Guest fueron elegidos en roles recurrentes.